# Giải thưởng Giáo viên Toàn cầu
Giải thưởng Giáo viên Toàn cầu (tiếng Anh: Global Teacher Prize) là một giải thưởng thường niên của tổ chức Varkey Foundation để dành cho một giáo viên có đóng góp xuất sắc trong nghề nhà giáo. Đề cử của giáo viên đáp ứng các tiêu chí cụ thể được mở cho công chúng trên toàn thế giới, và giáo viên cũng có thể tự mình đề cử. Việc đánh giá được thực hiện bởi Học viện Giáo viên Toàn cầu, bao gồm các giáo viên chính, các chuyên gia giáo dục, nhà phê bình, nhà báo, quan chức chính phủ, doanh nhân công nghệ cao, giám đốc công ty, và cả nhà khoa học trên khắp thế giới.
Đây là một giải thưởng được các nhà báo gọi là Giải Nobel về giảng dạy. để ghi nhận công lao  nổi bật của giáo viên trên toàn thế giới. Người đứng đầu Quỹ Varkey đã khẳng định rằng, "Chúng tôi muốn tôn vinh các giáo viên như là những ngôi sao và hỗ trợ chất lượng giáo dục để nhấn mạnh những đóng góp to lớn của giáo viên đối với cuộc sống của chúng ta, giảng dạy là nghề quan trọng nhất trên thế giới và họ cần phải được tôn trọng".

## Lịch sử
Giải thưởng này được đề ra tại Diễn đàn Kỹ năng Giáo dục Toàn cầu lần thứ hai vào tháng 3 năm 2014 và nhận được hơn 5.000 đề cử từ 127 quốc gia.
Giải thưởng lần đầu tiên được trao vào năm 2015 và nó được trao cho Nancie Atwell, một giáo viên dạy tiếng Anh sáng tạo và tiên phong tại Maine, Hoa Kỳ. Cô là người đã thành lập và điều hành một trường học, nơi mà những học sinh ở đây đọc trung bình 40 cuốn sách một năm. Cô cũng đã sáng tác 9 cuốn sách về giảng dạy, trong đó có một cuốn bán được hơn nửa triệu bản. Giải thưởng mà cô nhận được, cô đã dành cho việc duy trì hoạt động của trường, phát triển và tặng học bổng cho các học sinh, phát triển Trung tâm Giảng dạy và Học tập phi lợi nhuận và phổ biến các phương pháp giảng dạy.

## Danh sách
Dưới đây là danh sách các Giáo viên đã giành giải thưởng này.
| Năm  | Hình ảnh | Tên               | Quốc tịch | Nơi làm việc            | Mô tả |
| 2015 |          | Nancie Atwell     | Hoa Kỳ    | Edgecomb, Maine         | Nancie Atwell được đánh giá là một giáo viên sáng tạo và tận tụy, người đã tạo cảm hứng cho học sinh và cộng đồng. Năm 1990, Atwell thành lập Trung tâm Giảng dạy và Học tập phi lợi nhuận, một trường học ở Edgecomb ở Maine sau khi cô đã tìm ra những hạn chế của phương pháp giảng dạy truyền thống. Cô cũng đã viết được 9 cuốn sách về phương pháp giảng dạy. |
| 2016 |          | Hanan Al Hroub    | Palestine | Ramallah, Bờ Tây        | Hanan Al Hroub là người giành giải thưởng thường niên lần thứ hai nhờ những nỗ lực trong việc hỗ trợ trẻ em bị chấn thương bởi bạo lực. Lớn lên trong một trại tị nạn của người Palestine tại Bethlehem, nơi cô trải qua và nhìn thấy hành vi bạo lực, và trẻ em tại đây tổn thương bởi các vụ nổ súng. Cô đang học tiếng Anh tại trường đại học và muốn trở thành một dịch giả. Hanan Al Hroub sử dụng cách tiếp cận chuyên biệt mà cô phát triển, sử dụng trò chơi nhằm giúp trẻ em giải quyết bạo lực và căng thẳng. Phương pháp này được trình bày chi tiết trong cuốn sách của cô, We Play and Learn. Lúc đầu, các trẻ em vẫn còn đem các hành vi bạo lực ngoài đường phố mà chúng thấy vào lớp học, nhưng sau một vài tháng thì hành vi và thái độ đã thay đổi đáng kể. |
| 2017 |          | Maggie MacDonnell | Canada    | Salluit, Québec, Canada | Ở ngôi làng Salluit của người Inuit phía bắc Quebec, Canada, hầu như không có giáo viên nào tới đó trụ nổi hết một năm. Nhưng Maggie MacDonnell không những đã vượt qua một năm thử thách đó mà còn ở tiếp thêm 5 năm nữa. Điều kiện sống tồi tệ, ngôi làng này là nơi chứng kiến nhiều trường hợp tự tử, nghiện ngập. Điều này càng khiến việc học của lũ trẻ ở đây càng khó khăn hơn, theo đó đời sống người dân đã khó lại càng thêm khó vì thất học tạo thành vòng luẩn quẩn. Nhưng rồi sự xuất hiện của cô giáo Maggie MacDonnell đã chứng tỏ với các học sinh cũng như người dân làng Salluit rằng không có gì là không thể giải quyết khi đã gây quỹ để xây dựng bếp cộng đồng rồi chỉ cho học trò cách quản lý, cùng với đó là việc vận động để gây quỹ cho chương trình dinh dưỡng trường học, phòng chống bệnh tật và nhìn về tương lai. Không chỉ thế, cô còn mở các trung tâm bồi dưỡng thể lực, giúp các em có điều kiện tham gia các lớp chia sẻ kỹ năng phòng tránh tự tử và có một cửa hàng đồ cũ hỗ trợ không chỉ cho các học trò mà cả những người khó khăn xung quanh. |
| 2018 |          | Andria Zafirakou  | Anh Quốc  | Brent, Luân Đôn         | Giải thưởng thường niên lần thứ 4 tổ chức tại Dubai đã vinh danh Andria Zafirakou dạy nghệ thuật tại Trường Cộng đồng Alperton ở Brent, một trong những khu vực nghèo nhất nước Anh, cùng với đó là việc cơ sở vật chất thiếu thốn, nhiều gia đình nhập cư và tệ nạn bạo lực. Chính vì vậy, cô đã học 35 ngôn ngữ khác nhau để giúp các học sinh từ các quốc gia khác nhau cảm thấy gần gũi với môi trường học tập hơn. Thủ tướng Anh Theresa May đã gửi tin chúc mừng và cho biết, giải thưởng này là một phần thưởng xứng đáng cho những đóng góp của cô giáo Andria. |